# Марченко Сергій Михайлович
Сергій Михайлович Марченко (нар. 24 січня 1981, Макарів, Київська область) — український економіст та політичний діяч, Міністр фінансів України (з 2020). Кандидат економічних наук (2009).
Заступник міністра фінансів України (2016—2018), заступник Глави Адміністрації Президента України (2018—2019).
Почесний професор практики Київської школи економіки (2024). Голова ради управляючих Міжнародного валютного фонду і Світового банку (2023).

## Біографія
Народився в смт Макарів Київської області 24 січня 1981 року. Середню освіту здобув Макарівській середній школі № 1, вищу — у Академії державної податкової служби України. У 2002 році здобув ступінь магістра управління державними фінансами, був стипендіатом Президента України.
Пізніше продовжив наукові дослідження на базі Науково-дослідного фінансового інституту при Міністерстві фінансів України, у 2009 році захистив дисертацію на тему «Державні єврооблігаційні запозичення України на міжнародному ринку капіталу» та здобув ступінь кандидата економічних наук.
З 2002 року працював на різних посадах у Міністерстві фінансів України, Державній податковій адміністрації України, Секретаріаті Кабінету Міністрів України.

### Кар'єра економіста
Навчався в Академії міжнародного співробітництва в Німеччині на програмі для вищих керівних посад, у Гарвардській школі Кеннеді в США, у Варшавському університеті в Польщі та — у Корейському агентстві міжнародного співробітництва (KOICA) в Республіці Корея.
У 2011 пройшов програму з Менеджменту та Лідерства в Harvard Kennedy School. З 2011 року працював у Координаційному центрі з упровадження реформ при Президентові України. Брав участь у розробці Бюджетного кодексу України, що був прийнятий у 2014 році.
Потім працював експертом у «Bendukidze Free Market Center», одному з найбільших українських аналітичних центрів, що розробляє сучасні варіанти політики і взаємодії з особами, які ухвалюють рішення в уряді, бізнесі і суспільстві — займав посаду академічного директора загальної програми KSE та GIZ 2015 — 2016 років «Лідерство в державних фінансах».

### Політична кар'єра
З 27 травня 2016 року по 26 липня 2018 року працював заступником Міністра фінансів України очолюючи соціально-гуманітарний напрям.
З 31 серпня 2018 року по 19 травня 2019 року обіймав посаду заступника Глави Адміністрації Президента України Ігоря Райніна.
У 2019 році балотувався до Верховної Ради IX скликання під номером 7 у списку партії «Українська Стратегія Гройсмана», яка до парламенту не пройшла.

#### Очільництво Міністерства фінансів України
30 березня 2020 року з другої спроби призначений Міністром фінансів України. Член РНБО з 7 квітня 2020 року.
У липні 2020 року посів четверту сходинку як міністр фінансів у рейтингу найвпливовіших молодих політиків України за версією журналу «Кореспондент».
У серпні 2020 року увійшов у Топ-100 найвпливовіших людей України за версією рейтингу журналу «Новое время»..
Член Національної ради з питань антикорупційної політики.

У 2023 році очолював Раду керуючих Світового банку та Міжнародного валютного фонду. Рішення про його призначення було ухвалено одноголосно усіма країнами-членами, під час щорічної осінньої спільної сесії МВФ і Світового банку у Вашингтоні. У заяві щодо свого призначення Сергій Марченко зазначив:
|  | [...] Це сталося вперше за 30 років членства України в СБ та МВФ. [...] Це велика честь представляти Україну на міжнародній фінансовій арені. Новий статус дозволить збільшити ефективність співпраці з міжнародними фінансовими організаціями, та країнами членами Світового Банку та МВФ |

З 26 січня 2023 року є співголовою Української платформи донорів.
В листопаді 2023 року визначений одним з 15 лідерів у категорії «Державне управління» рейтингу «Список лідерів України УП-100» видання Українська правда.
Міністр фінансів України має заступників: Дениса Улютіна, Олександра Каву, Романа Єрмоличева, Світлану Воробей, Ольгу Зикову, Юрія Драганчука, Олександра Грубіяна.

## Особисте життя
Одружений з Мариною Марченко. Подружжя виховує трьох дітей: Аврора, Леонід та Дем'ян.
Сергій Марченко захоплюється триатлоном, брав участь у трьох стартах Ironman 70.3 або «Half Ironman» (1,9 км плавання, 90 км велогонка та 21 км біг), на двох — у Туреччині та Фінляндії — успішно фінішував. У Португалії під час велогонки травмувався і тому не зміг закінчити дистанцію.